# Ascalohybris vitalisi
Ascalohybris vitalisi is een insect uit de familie van de vlinderhaften (Ascalaphidae), die tot de orde netvleugeligen (Neuroptera) behoort. 
Ascalohybris vitalisi is voor het eerst wetenschappelijk beschreven door Navás in 1914.